# Суперкупа на УЕФА 2022
Суперкупата на УЕФА 2022 е 47-ото издание на Суперкупата на УЕФА, ежегоден футболен мач между шампионите на двата главни европейски клубни турнири – Шампионската лига и Лига Европа. Двубоят противопоставя отборите на Реал Мадрид, носител на Шампионската лига и Айнтрахт Франкфурт, спечелил Лига Европа. Мачът се проведе в Хелзинки; Финландия на 10 август 2022
.

## Отборите
| Отбор              | Начин на класиране               | Предишни участия (с удебелен шрифт са победите) |
| ------------------ | -------------------------------- | ----------------------------------------------- |
| Реал Мадрид        | Спечелил Шампионска лига 2021/22 | 1998, 2000, 2002, 2014, 2016, 2017,2018, 2022   |
| Айнтрахт Франкфурт | Спечелил Лига Европа 2021/22     | 2022                                            |

## Място на провеждане
Мачът се е играл на 10 август 2022 г. на стадион Олимпийски стадион в Хелзинки; Финландия.

### Детайли
| 10 август 2022 22:00 |

| Реал Мадрид | 2:0    | Айнтрахт Франкфурт |
| ----------- | ------ | ------------------ |
|             | Доклад |                    |

| Олимпийски стадион, Хелзинки; Финландия |